# Izraeli Kommunista Párt
Az Izraeli Kommunista Párt - közismert, gyakran használt rövidítésével: Maki (מק"י) - (héberül: הַמִפְלָגָה הַקוֹמוּנִיסְטִית הַיִשְׂרְאֵלִית, arabul: الحزب الشيوعي الاسرائيلي, angol rövidítése: CPI ) jogelődjeivel együtt 1919-ben, jelenlegi formájában 1965-ben alapított izraeli párt.

## Története
1919-ben - a Kommunista Internacionálé (Komintern) alapításával egyidőben - Palesztinai Szocialista Munkások Pártja néven alakult a térség első, bevándorolt zsidókból álló szocialista pártja. Az a tény, hogy csak zsidó tagjai voltak a párnak nem csak az összetételt határozta meg, hanem a párt céljait is, melyek legfontosabbika az akkori brit mandátumterületként működő Palesztina zsidó agrár- és munkás proletár rétege létszámának növelését a hatalom átvétele és a proletárdiktatúra kikiáltása érdekében. 1922-ben neve Palesztinai Kommunista Pártra változott, 1924-ben pedig tagja lett a Kominternnek. 1929 és 1942 között a párt illegalitásban működött. 1948-ig az arab és a zsidó kommunisták különálló szervezetekben tömörültek, melyek Izrael Állam kikiáltását követően Izraeli Kommunista Párt néven egyesültek, amivel a párt kétnemzetiségűvé vált.
A párt az izraeli belpolitika történetében marginális szerepet játszott: a 120 fős Kneszetben az első, 1949-es választások idején 4 (3,5%), mandátumot szerzett. A párt tagságának nagyságát csak becsülni lehet, 1948 és 1965 között 3000 és 8000 között lehetett a taglétszám, és hozzávetőleg tízszer annyian szavaztak rá, mint ahány tagja volt. 1951-ben 5 (4%), 1955-ben 6, 1961-ben 5 mandátumot szerzett. A tagság megoszlása tekintetében egy 1961-es hivatalos adat áll rendelkezésre, mely szerint 74,3 % volt a zsidó és 25,7 % az arab tagok aránya, ez azonban 1965-re körülbelül 50-50 százalékra tolódott el. A párt 1948 és 1965 közötti, a hidegháború fokozódása időszakában tapasztalható legnagyobb belső ellentmondása az Izrael Államhoz fűződő hűséggel szemben az arab lakosság emberi jogainak hangoztatása és védelme, tágabban pedig a nemzeti érdek és a szomszédos arab országok kommunista pártjaihoz, így áttételesen az arabbarát Szovjetunióhoz fűződő viszony volt.
1965-re az ideológiai ellentétek pártszakadáshoz vezettek: augusztus 2-án a párt végrehajtó bizottsága közzétette a szakadásról szóló határozatot, és meghirdette a frakciók üléseinek időpontját, valamint rendelkezett a pártvagyon feloszlásáról. A párt lényegében egy cionista és egy arab szárnyra oszlott: a Smúél Mikunisz vezette cionisták megőrizték az Izraeli Kommunista Párt "Maki" rövidítését, a Meir Vilner-féle arab szárny "Új Izraeli Kommunista Lista" (Rakah) néven indultak a választásokon, ahol a Maki súlyos vereséget szenvedett, és mindössze egy mandátumhoz jutott a Rakahhal szemben, amely három képviselőt küldhetett a Kneszetbe. Az izraeli közigazgatás kezdetben kizárólag a Makit ismerte el, de a párttagság többsége a Rakahhoz lépett át. A Szovjetunió egyfajta békítőszerepben próbálta a két frakciót újraegyesülésre rábírni. Az 1967-es hatnapos háború végleg eldöntötte a két frakció nemzetközi pozícióját: a Szovjetunió - és Románia kivételével a teljes szocialista tábor - a Rakaht ismerte el az ország egyetlen, kizárólagos kommunista pártjaként. 1973-ban egy újabb - harmadik - kommunista párt alakult Izraelben, elsősorban a Rakahból kivált tagok révén, akiknek az élére Eszter Vilenszka állt. Ugyanebben az évben a Maki néven ismert eredeti formáció csatlakozott az úgynevezett Kék-Vörös Mozgalomhoz, a koalíció azonban ha lehet, még súlyosabb vereséget szenvedett, mint korábban: egyetlen, a törvényhozásba jutott képviselőjük már nem a Maki, hanem a másik párt tagjai közül került ki. Ezt követően a pártformáció felbomlott, majd további összeolvadások révén lényegében tíz év alatt eltűnt Izrael politikai életéből.
A megmaradt Rakah - mely eredetileg el kellett, hogy hagyja az Izraeli Kommunista Párt nevet - 1977-ig évente eggyel tudta növelni képviselőinek számát. 1977-ben koalícióra lépett a Hadas párttal - a mai napig, 2020-ban is ezzel a párttal együttműködve indul a választásokon -, majd vetélytársának a politikai palettáról való eltűnését követően visszavette az Izraeli Kommunista Párt nevet, és annak Izraelben igen elterjedt rövidítését, a Makit.